# Pelecopselaphus curtus
Pelecopselaphus curtus es una especie de escarabajo barrenador metálico del género Pelecopselaphus, de la superfamilia Buprestoidea, orden Coleoptera. Fue descrita por Thomson en 1878.
Fue publicada en Thomson J. Typi Buprestidarum Musaei Thomsoniani. E. Deyrolle, Paris, 103 pp. (1878). Se distribuye por la ecozona del Neotrópico.